# Druvbörd
Druvbörd eller blåsmola, är en form av abnorm utveckling av en graviditet, vid vilken bildas druvliknande vätskefyllda blåsor, vilka avgår tidigt under graviditeten och då ger upphov till, ibland kraftiga, olaga blödningar. Druvbörd, som även kan ge upphov till maligna tumörer, är relativt sällsynt i Sverige. Blåsorna som uppstår kallas moleler och kan sprida sig till lungorna. Det är en promilles risk att en graviditet är en druvbörd. Man skiljer mellan komplett mola (utan foster) och partiell mola (med foster).
En molagraviditet kan kännas igen när man märker att livmodern växer för snabbt (läkaren kan säga att det känns som tvillingar) eller att man har mycket kraftigt graviditetsillamående. Man har också oftast mycket högre nivå av graviditetshormon (hCG) vid en druvbörd än vid en vanlig graviditet.
När en molagraviditet har upptäckts behöver troligen akut skrapning av livmodern genomföras, varefter man tar regelbundna blodprov för att följa upp att graviditetshormonet sjunker till normal nivå (under ett). Om hormonnivån stiger istället för att sjunka, kan det bero på att det fortsätter att växa moleler inuti kroppen. Därför är det mycket viktigt att inte bli gravid igen förrän hCG-nivån har sjunkit till normal nivå, annars vet man inte om den förhöjda hormonnivån beror på en ny graviditet eller om det har fortsatt att växa moleler inuti kroppen.